# Hof van Zuthem

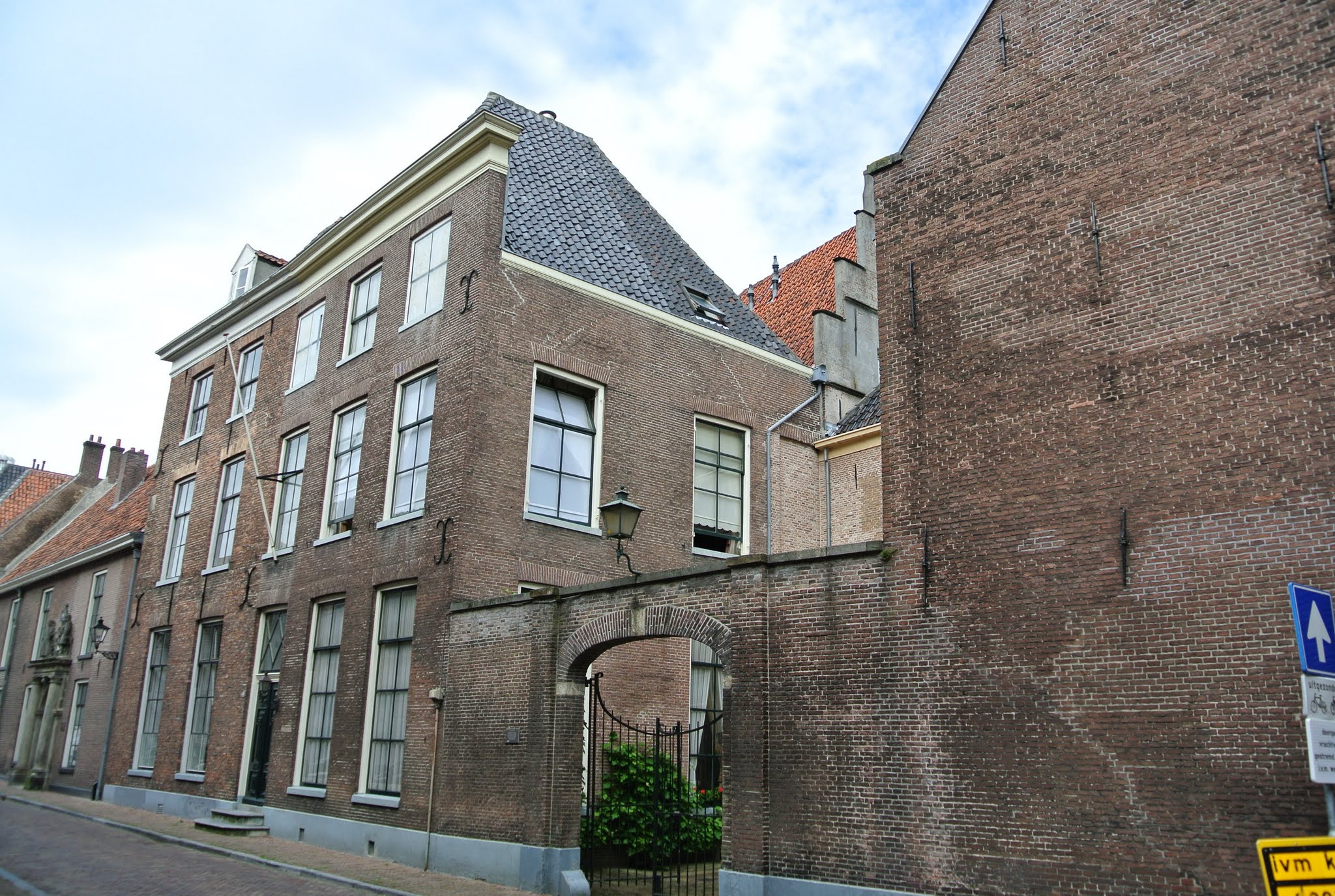
Het Hof van Zuthem aan de Goudsteeg 10

Het Hof van Zuthem is een middeleeuws adellijk bouwwerk op de hoek van de Praubstraat en de Koestraat in de Nederlandse stad Zwolle. Het hof is ca. 1350 gesticht door ridder Alof van Suythem. De huidige kern van het complex is omstreeks 1559 gebouwd door Adolf van den Ruytenberg, heer van Zuthem, die tevens de havezate Zuthem ten zuiden van de stad herbouwde.
Het hof is nog meermaals uitgebreid waardoor het oorspronkelijke binnenterrein grotendeels is volgebouwd.
Bij een verbouwing in 1985 werden restanten van de oorspronkelijke traptoren ontdekt.